# Marlon King
Marlon Francis King, född 26 april 1980 i Dulwich, England, är en före detta fotbollsspelare (anfallare) av jamaicansk härkomst.